# Concepcion (Teksas)
Concepcion je naseljeno mjesto za statističke potrebe u američkoj saveznoj državi Teksas. Prema popisu stanovništva iz 2010. godine u njemu je živjelo 62 stanovnika.